# Alaksandr Pierapieczka
Alaksandr Jurjewicz Pierapieczka (błr. Аляксандр Юр'евіч Перапечка; ros. Александр Юрьевіч Перепечко; ur. 7 kwietnia 1989 w Mińsku) – białoruski piłkarz, grający na pozycji pomocnika.

## Kariera klubowa
W kwietniu 2012 roku rozwiązał kontrakt z Dynamem Mińsk i podpisał kontrakt z Biełszyną Bobrujsk.